# Citropsis gilletiana
Citropsis gilletiana är en vinruteväxtart som beskrevs av Swingle & Kellerm.. Citropsis gilletiana ingår i släktet Citropsis och familjen vinruteväxter. Inga underarter finns listade i Catalogue of Life.